# Liste von Schaubergwerken
Die Liste von Schaubergwerken nennt Schaubergwerk, die sich in Betrieb befinden. Voraussetzung für die Aufnahme ist nicht ein ständiger Besucherbetrieb, wohl aber die Möglichkeit, die Bergwerke auf Anfrage unter fachkundiger Führung begehen zu können. Schaubergwerke besitzen in der Regel eine entsprechende Betriebsgenehmigung und sind in offiziellen Listen von Bergbehörden aufgeführt.

## Liste

### Argentinien
| Name           | Provinz  | Gemeinde | Bemerkung                            | Lage | Bild |
| -------------- | -------- | -------- | ------------------------------------ | ---- | ---- |
| Minas de Wanda | Misiones | Wanda    | Edelsteinmine, insbesondere Amethyst | Lage |      |

### Australien
| Name                                                            | Bundesstaat     | Gemeinde        | Bemerkung | Lage | Bild |
| --------------------------------------------------------------- | --------------- | --------------- | --- | ---- | ---- |
| Historic Daydream Mine                                          | New South Wales | Broken Hill     | Silber, 1882 angefahren, ein für australische Verhältnisse altes Bergwerk                                                       | Lage |      |
| Big Opal Mine                                                   | New South Wales | Lightning Ridge | Schwarzer Opal | Lage |      |
| Chambers of The Black Hand                                      | New South Wales | Lightning Ridge | Schwarzer Opal | Lage |      |
| Walk-in Mine                                                    | New South Wales | Lightning Ridge | Schwarzer Opal | Lage |      |
| Bald Hill Mine                                                  | New South Wales | Hill End        | Gold | Lage |      |
| Bobby Dazzler Sapphire Mine                                     | Queensland      | Rubyvale        | Saphirbergwerk | Lage |      |
| Miners Heritage Walk In Mine                                    | Queensland      | Rubyvale        | Saphirbergwerk | Lage |      |
| Wheal Hughes                                                    | South Australia | Moonta          | Kupfer - Schaubergwerk derzeit (2014) wahrscheinlich geschlossen (kein Geld für Sicherungsmaßnahmen)                            | Lage |      |
| Umoona Opal Mine and Museum                                     | South Australia | Coober Pedy     | Opal, größte Teile der Stadt einschließlich der Kirchen sind wegen der großen Sommerhitze unterirdisch angelegt.                | Lage |      |
| Old Timers Mine                                                 | South Australia | Coober Pedy     | Opal | Lage |      |
| Douggies Underground Mine Tours (C.M.T. Underground Mine Tour.) | Tasmanien       | Queenstown      | Besichtigung eines aktiven Kupferbergwerkes, Befahrung eines 300 m tiefen Schachtes.                                            | Lage |      |
| Beaconsfield Mine & Heritage Centre                             | Tasmanien       | Beaconsfield    | Goldbergwerk, ehemals Grubb Shaft Gold and Heritage Museum, 2006 teilweise eingestürzt und nach 12 Monaten wieder hergerichtet. | Lage |      |
| Central Deborah Gold Mine                                       | Victoria        | Bendigo         | Gold, Abenteuertour bis auf 228 m unter der Oberfläche mit Fahrstuhl, Leitern et.                                               | Lage |      |
| Long Tunnel Extended Mine                                       | Victoria        | Walhalla        | Goldbergwerk in restaurierter, ehemals verlassener Goldgräberstadt                                                              | Lage |      |
| State Coal Mine                                                 | Victoria        | Wonthaggi       | Kohle | Lage |      |

### Belgien
| Name                                                 | Region   | Gemeinde                 | Bemerkung                                                                   | Lage | Bild |
| ---------------------------------------------------- | -------- | ------------------------ | --------------------------------------------------------------------------- | ---- | ---- |
| Schieferstollen Recht                                | Wallonie | Recht                    | Schieferbergwerk, Förderung des Rechter Blausteins                          | Lage |      |
| Blegny Mine                                          | Wallonie | Blegny                   | Steinkohlebergwerk im Aachen-Lütticher Bergbaurevier, UNESCO-Weltkulturerbe | Lage |      |
| Betrix mine, „Au Coeur de l'Ardoise“                 | Wallonie | Bertrix, bei Neufchâteau | Schieferbergwerk                                                            | Lage |      |
| Les minières de silex néolithique de Spiennes à Mons | Wallonie | Mons-Spiennes            | Prähistorisches Feuersteinbergwerk, UNESCO-Weltkulturerbe                   | Lage |      |
| Carriere souterraine de Geromont                     | Wallonie | Comblain-au-Pont         | unterirdischer Kalksteinbruch bei der Tropfsteinhöhle Grotte de l'Abîme     | Lage |      |
| Ardoisalle                                           | Wallonie | Alle/Semois              | Schiefer                                                                    | Lage |      |
| Carrières souterraines de la Malogne                 | Wallonie | Cuesmes                  | Phosphat im Kalkstein                                                       | Lage |      |

### Bolivien
| Name                | Departamento        | Gemeinde | Bemerkung | Lage | Bild |
| ------------------- | ------------------- | -------- | --- | ---- | ---- |
| Minen im Cerro Rico | Departamento Potosí | Potosí   | Silber und Zink, jahrhundertelang größtes Silberbergwerk der Welt, immer noch aktives Bergwerk, das besichtigt werden kann. | Lage |      |
| Mina San José       | Departamento Oruro  | Oruro    | Silber, Zinn und andere Mineralien, in geringem Umfang aktives Bergwerk, das besichtigt werden kann.                        | Lage |      |

### Brasilien
| Name                                 | Bundesstaat  | Gemeinde   | Bemerkung | Lage | Bild |
| ------------------------------------ | ------------ | ---------- | --- | ---- | ---- |
| Mine des Chico Rei oder Encardideira | Minas Gerais | Ouro Preto | Großes Goldbergwerk. Interessante Historie                                                                                           | Lage |      |
| Minas da Passagem                    | Minas Gerais | Mariana    | Großes Goldbergwerk. Über 30 km Grubenbaue, unterirdischer natürlicher See. Nach eigenen Angaben größtes Goldschaubergwerk der Welt. | Lage |      |
| Mina Fonte Meu Bem Querer            | Minas Gerais | Ouro Preto | Goldbergwerk, gehörte wahrscheinlich einmal Felipe dos Santos.                                                                       | Lage |      |
| Mina Velha                           | Minas Gerais | Ouro Preto | Goldbergwerk. Angeschlagen 1704, eines der ältesten der Stadt. Viele Grubenbaue unter der Stadt.                                     | Lage |      |

### Republik China auf Taiwan
| Name                                                   | Provinz   | Gemeinde | Bemerkung | Lage | Bild |
| ------------------------------------------------------ | --------- | -------- | --- | ---- | ---- |
| Benshan Fifth Tunnel, Chinkuashih Gold Ecological Park | Jinguashi | Ruifang  | Ökopark mit Goldbergwerk, Besucherbergwerk Benshan Fifth Tunnel. Auch Chinkuashih Gold Ecological Park genannt. | Lage |      |
| Affe Ecological Park                                   | Jinguashi | Ruifang  | Ökopark mit drei Kohleaufbereitungsanlagen und mehreren Bergwerken                                              | Lage |      |

### Dänemark
| Name                                  | Provinz       | Gemeinde | Bemerkung | Lage | Bild |
| ------------------------------------- | ------------- | -------- | --- | ---- | ---- |
| Thingbæk Kalkminer, Bundgaards Museum | Nordjütland   | Skørping | Ehemaliges Kalkbergwerk, wird für die Reifung dänischen Höhlenkäses genutzt.                                                                  | Lage |      |
| Daugbjerg Kalkgruber                  | Mitteljütland | Stoholm  | Ehemaliges Kalkbergwerk, wird für die Reifung dänischen Höhlenkäses sowie Wurst und Wein genutzt. Jens Langmessers Höhle kann besucht werden. | Lage |      |
| Mønsted Kalkgruber                    | Mitteljütland | Stoholm  | Ehemaliges Kalkbergwerk, wird für die Reifung dänischen Höhlenkäses genutzt. Größtes Kalkbergwerk der Welt.                                   | Lage |      |

### Finnland
| Name                                      | Provinz     | Gemeinde   | Bemerkung                                          | Lage | Bild |
| ----------------------------------------- | ----------- | ---------- | -------------------------------------------------- | ---- | ---- |
| Lampivaara Amtyst Mine                    | Lappland    | Lampivaara | Amethyst                                           | Lage |      |
| Bergwerkmuseum Tytyri (Tytyri gruvmuseum) | Südfinnland | Lohja      | 80 m unter der Erde im Stollen eines Kalkbergwerks | Lage |      |

### Frankreich
| Name                           | Region                     | Département                  | Gemeinde                 | Bemerkung | Lage | Bild |
| ------------------------------ | -------------------------- | ---------------------------- | ------------------------ | --- | ---- | ---- |
| Caverne du dragon              | Hauts-de-France            | Département Aisne            | Oulches-la-Vallée-Foulon | Kalkstein - untertägiger Kalkabbau seit dem Mittelalter                                                                                 | Lage |      |
| Katakomben von Paris           | Île-de-France              |                              | Paris                    | Kalkstein, Gips und Ton. Seit dem späten 18. Jahrhundert werden Teile des ehemaligen Bergwerks als Beinhaus für 6.000.000 Tote benutzt. | Lage |      |
| Mine de Blanzy                 | Bourgogne-Franche-Comté    | Saône-et-Loire               | Blanzy                   | Kohle; Seilfahrt, Grubenbahnfahrt | Lage |      |
| Gabe Gottes                    | Grand Est                  | Haut-Rhin                    | Sainte-Marie-aux-Mines   | Silber | Lage |      |
| Saint Louis Eisenthür          | Grand Est                  | Haut-Rhin                    | Sainte-Marie-aux-Mines   | Silber | Lage |      |
| Silbergrube St. Barthélemy     | Grand Est                  | Haut-Rhin                    | Sainte-Marie-aux-Mines   | Silber | Lage |      |
| Saint Jean Engelsbourg         | Grand Est                  | Haut-Rhin                    | Sainte-Marie-aux-Mines   | Silber; auch Parc Tellure | Lage |      |
| Mine St. Nicolas               | Grand Est                  | Haut-Rhin                    | Steinbach                | Blei, Silber, Eisen, Kupfer | Lage |      |
| Mine Temoin                    | Okzitanien                 | Gard                         | Alès                     | Kohle, Grubenbahn; in den Cevennen | Lage |      |
| Pioch Farrus Mine              | Okzitanien                 | Gard                         | Cabrières                | Kupfer; ältestes Bergwerk Frankreichs                                                                                                   | Lage |      |
| Mine de Vielle-Aure            | Okzitanien                 | Hautes-Pyrénées              | Vielle-Aure              | Mangan | Lage |      |
| Mine du Val de Fer             | Grand Est                  | Meurthe-et-Moselle           | Neuves-Maisons           | Eisen | Lage |      |
| Mines de Fer de Neufchef       | Grand Est                  | Moselle                      | Neufchef                 | Eisen | Lage |      |
| St. Joseph                     | Grand Est                  | Vogesen                      | La Croix-aux-Mines       | Silber; Mittelalter; auch Mine d’argent de la Croix aux Mines                                                                           | Lage |      |
| La Mine, grandeur nature       | Grand Est                  | Moselle                      | Petite-Rosselle          | Kohle, größtes Besucherbergwerk Frankreichs                                                                                             | Lage |      |
| Minier Lewarde                 | Hauts-de-France            | Nord                         | Lewarde                  | Kohle | Lage |      |
| Mine Bleue                     | Pays de la Loire           | Maine-et-Loire               | Noyant-la-Gravoyère      | Schiefer | Lage |      |
| Mine Couriot                   | Auvergne-Rhône-Alpes       | Loire                        | Saint-Étienne            | Kohle | Lage |      |
| Mine de Cap Garonne            | Provence-Alpes-Côte d’Azur | Var                          | Le Pradet                | Kupfer | Lage |      |
| Terra Vinea, Les caves Rochere | Okzitanien                 | Département Aude             | Rochere                  | Ehemaliges Gipsbergwerk mit großen Hallen, Besichtigung möglich und als Weinkeller und Eventlocation genutzt                            | Lage |      |
| Carrières de Lumières          | Provence-Alpes-Côte d’Azur | Département Bouches-du-Rhône | Les Baux-de-Provence     | Ehemaliges untertägiges Kalkbergwerk, das für Kunstinstallationen genutzt wird.                                                         | Lage |      |

### Griechenland
| Name                         | Provinz | Gemeinde | Bemerkung | Lage | Bild |
| ---------------------------- | ------- | -------- | --------- | ---- | ---- |
| Vagonetto, Fokis Mining Park | Fokis   | Amfissa  | Bauxit    | Lage |      |

### Indonesien
| Name                                    | Provinz         | Gemeinde   | Bemerkung                                            | Lage | Bild |
| --------------------------------------- | --------------- | ---------- | ---------------------------------------------------- | ---- | ---- |
| Lubang Mbah Suro, (Tunnel of Mbah Suro) | Padang, Sumatra | Sawahlunto | Kohlebergbaumuseum in einem ehemaligen Kohlebergwerk | Lage |      |

### Irland
| Name                     | Gemeinde   | County    | Bemerkung                                        | Lage | Bild |
| ------------------------ | ---------- | --------- | ------------------------------------------------ | ---- | ---- |
| Glengowla Mines          | Oughterard | Galway    | Silber und Blei, erstes Besucherbergwerk Irlands | Lage |      |
| Arigna Mining Experience | Arigna     | Roscommon | Kohlebergwerk mit extrem geringmächtigen Flözen  | Lage |      |

### Italien
| Name                                                       | Provinz         | Gemeinde                    | Bemerkung | Lage | Bild |  |
| ---------------------------------------------------------- | --------------- | --------------------------- | --- | ---- | ---- |  |
| Bergwerk Villanders                                        | Südtirol        | Villanders                  | Unter anderem Silber abgebaut. Ältestes urkundlich erwähntes Bergwerk im Alpenraum.                                                                                 | Lage |      |  |
| Schaubergwerk Prettau                                      | Südtirol        | Prettau im Ahrntal          | Kupferbergbau | Lage |      |  |
| BergbauWelt Ridnaun-Schneeberg                             | Südtirol        | Ridnaun Gemeinde Ratschings | Ehemals höchstgelegenes Bergwerk Europas, andere Seite des Bergbaukomplexes Passeier-Schneeberg                                                                     | Lage |      |  |
| BergbauWelt Passeier-Schneeberg                            | Südtirol        | Moos in Passeier            | ehemals höchstgelegenes Bergwerk Europas, andere Seite des Bergbaukomplexes Ridnaun-Schneeberg                                                                      | Lage |      |  |
| Miniere in Valrompia                                       | Provinz Brescia | Montana di Valle Trompia    | Eisenerz, Zugang über einen leichten Klettersteig, daneben Bergwerksmuseum und Hochofen.                                                                            | Lage |      |  |
| Miniera Marzoli di Pezzaze                                 | Provinz Brescia | Stravignino                 | Erzbergbau, Grubenbahn | Lage |      |  |
| Miniera Schilpario - Parco Minerario Ing. Andrea Bonicelli | Provinz Bergamo | Schilpario                  | Verschiedene Erze, insbesondere Fluss- und Schwerspat; das Besucherbergwerk wird von der Genossenschaft Ski Mine betrieben.                                         | Lage |      |  |
| Miniera di Gambatesa                                       | Provinz Genua   | val Graveglia               | Braunit, ehemals aktives Bergwerk mit Besucherführungen. Das Bergwerk wurde am 2. August 2012 geschlossen und damit endeten wohl auch die Führungen für Besucher.   | Lage |      |  |
| Galleria Ravaccione                                        | Massa-Carrara   | Carrara                     | unterirdischer Steinbruch, Marmorbergbau | Lage |      |  |
| Parco Archeominerario di San Silvestro                     | Livorno         | Campiglia Marittima         | ehemalige Blei- und Kupfermine mit Besucherbergwerk, Bergbaumuseum, montanhistorischem Park mit Förderturm, Stollen und Halden, aktuelle Nutzung als Kalksteinbruch | Lage |      |  |

### Japan
| Name                                                   | Präfektur          | Gemeinde   | Bemerkung | Lage | Bild |
| ------------------------------------------------------ | ------------------ | ---------- | --- | ---- | ---- |
| Sado gold mine                                         | Präfektur Niigata  | Insel Sado | Gold und Silber | Lage |      |
| Iwami Ginzan                                           | Präfektur Shimane  | Ōda        | Silberbergwerk, als Iwami Ginzan Silver Mine and its Cultural Landscape UNESCO-Weltkulturerbe                                                        | Lage |      |
| Yubari-si Sekitan-no-Rekisimura (Kohlebergwerk Yubari) | Präfektur Hokkaido | Yubari     | Kohlebergwerk, mit dem umgebenden Montanpark eines der größten Museen Japans, aufgrund der Insolvenz der Stadt Yubari jetzt wohl in Privatbesitz (?) | Lage |      |

### Kanada
| Name                                           | Provinz                  | Gemeinde               | Bemerkung                                                       | Lage | Bild |
| ---------------------------------------------- | ------------------------ | ---------------------- | --------------------------------------------------------------- | ---- | ---- |
| Atlas Coal Mine                                | Alberta                  | Drumheller             | Kohle                                                           | Lage |      |
| Bellevue Underground Mine                      | Alberta                  | Crowsnest Pass         | Kohle                                                           | Lage |      |
| Bell Island's Mine Museum and Underground Tour | Neufundland und Labrador | Wabana auf Bell Island | Eisenerz - Strecken unter dem Meer und unter dem Meeresspiegel, | Lage |      |
| Simpson Mine                                   | Ontario                  | Bruce Mines            | Kupfer                                                          | Lage |      |
| Cobalt Mining Museum and Tour                  | Ontario                  | Cobalt                 | Silber                                                          | Lage |      |
| Mine Cristal                                   | Québec                   | Bonsecours             | Bergkristall                                                    | Lage |      |
| Mines Capelton                                 | Québec                   | Capelton               | Kupfer                                                          | Lage |      |
| Thetford Mines                                 | Québec                   | Thetford Mines         | Chrysotile                                                      | Lage |      |

### Kolumbien
| Name                         | Region       | Gemeinde  | Bemerkung | Lage | Bild |
| ---------------------------- | ------------ | --------- | --------- | ---- | ---- |
| Catedral de Sal de Zipaquirá | Cundinamarca | Zipaquira | Salz      | Lage |      |

### Kroatien
| Name       | Region | Berg                                        | Bemerkung                                                                            | Lage | Bild |
| ---------- | ------ | ------------------------------------------- | ------------------------------------------------------------------------------------ | ---- | ---- |
| Medvednica |        | Berg Medvednica in der Nähe der Hütte Graik | Mittelalterlicher Bergbau auf Blei und Zink (Koordinaten zeigen auf den Berggipfel). | Lage |      |

### Luxemburg
| Name                                                 | Provinz | Gemeinde                       | Bemerkung     | Lage | Bild |
| ---------------------------------------------------- | ------- | ------------------------------ | ------------- | ---- | ---- |
| Kupfergrube Stolzemburg                              |         | Stolzemburg Gemeinde Putscheid | Kupferbergbau | Lage |      |
| Nationales Museum der luxemburgischen Eisenerzgruben |         | Rümelingen                     | Eisenerz      | Lage |      |
| Fond-de-Gras                                         |         | Differdingen und Petingen      | Eisenerz      | Lage |      |

### Mexiko
| Name                | Bundesstaat        | Gemeinde                 | Bemerkung | Lage | Bild |
| ------------------- | ------------------ | ------------------------ | --- | ---- | ---- |
| Mina de El Edén     | Zacatecas          | Zacatecas                | Ertragreichstes Gold- und Silberbergwerk der Welt. Seit 1586; ausführliche Untertagetour.                                                                                                | Lage |      |
| Mineral de Pozos    | Mineral de Pozos   | Guanajuato (Bundesstaat) | Kein Schaubergwerk, es besteht die Möglichkeit, mehrere Bergwerke in geführten Touren zu besichtigen. Andere - gefährliche – Bergwerke dürfen nur mit Sondergenehmigung befahren werden. | Lage |      |
| Minen in Guanajuato | Guanajuato (Stadt) | Guanajuato (Bundesstaat) | Mehrere Bergwerke sind als Schaubergwerk ausgebaut, so die Bocamina | Lage |      |

### Neuseeland
| Name                                             | Provinz | Gemeinde   | Bemerkung                                                            | Lage | Bild |
| ------------------------------------------------ | ------- | ---------- | -------------------------------------------------------------------- | ---- | ---- |
| Banbury Tourist Mine (Underground Union Express) |         | Denniston  | Eines von Neuseelands ältesten Kohlebergwerken in einer Geisterstadt | Lage |      |
| Mitchells Gully Gold Mine                        |         | Charleston | Goldbergwerk                                                         | Lage |      |

### Niederlande
| Name                      | Provinz | Gemeinde               | Bemerkung                                                                                                  | Lage | Bild |
| ------------------------- | ------- | ---------------------- | --- | ---- | ---- |
| Fluweelengrot             | Limburg | Valkenburg aan de Geul | Ehemaliger Mergelabbau, mit Holzkohlezeichnungen verziert, mit Kapelle und mittelalterlichen Fluchtwegen   | Lage |      |
| Gemeentegrot              | Limburg | Valkenburg aan de Geul | Ehemaliges Kalkbergwerk, Holzkohlemalereien, es diente im Zweiten Weltkrieg als Bunker.                    | Lage |      |
| Romeinse Katakomben       | Limburg | Valkenburg aan de Geul | Ehemaliges Kalkbergwerk mit Kopien römischer Katakomben im Inneren                                         | Lage |      |
| Steenkolenmijn Valkenburg | Limburg | Valkenburg aan de Geul | Ehemaliges Kalkbergwerk, in dem zu Lehrzwecken ein Steinkohlebergwerk simuliert wurde                      | Lage |      |
| Geulhemmergroeve          | Limburg | Geulhem                | Ehemaliges Kalkbergwerk                                                                                    | Lage |      |
| Sibbergroeve              | Limburg | Sibbe                  | Ehemaliges Kalkbergwerk mit Kapelle von 1865                                                               | Lage |      |
| Jezuïetenberg             | Limburg | Maastricht             | Ehemaliges Kalkbergwerk - von Jesuiten als Kapelle gestaltet                                               | Lage |      |
| Sint Pietersberg          | Limburg | Maastricht             | Ehemaliges Kalkbergwerk mit interessanter Geschichte - war im Kalten Krieg Kriegshauptquartier der NORTHAG | Lage |      |

### Norwegen
| Name                                                       | Provinz     | Gemeinde                | Bemerkung | Lage | Bild |
| ---------------------------------------------------------- | ----------- | ----------------------- | --- | ---- | ---- |
| Silberbergwerk Kongsberg des Norwegischen Bergwerksmuseums | Buskerud    | Saggrenda bei Kongsberg | enthält eine unterirdische Anlage mit begehbarem Bergwerk | Lage |      |
| Smaragdgruvene Byrud Gård                                  | Akershus    | Minnesund, Eidsvoll     | Edelsteinbergwerk | Lage |      |
| Blaafarveværket                                            | Buskerud    | Modum                   | montanhistorisches Freilichtmuseum mit Blaufarbenwerk und mit begehbaren Über und Untertage-Kobaltgruben | Lage |      |
| Røros Kobberverk: Olavsgruva und Nyberget gruve            | Trøndelag   | Røros                   | Kupferbergwerke, Hochofen Bergstadt UNESCO-Weltkulturerbe, 2 Schaubergwerke | Lage |      |
| Rutilgruva                                                 | Telemark    | Kragerø                 | Abbau von Rutil. | Lage |      |
| Folldal Gruver                                             | Innlandet   | Folldal                 | Großer Bergbaukomplex, bestehend aus 70 Häusern, Grubenbauen, Schlackehaufen und Abladeplätzen. Von 1748 bis 1993 in Betrieb. Kupfer, Zink und Schwefel.                                                                                 | Lage |      |
| Orkla Industriemuseum                                      | Trøndelag   | Løkken Verk             | Auch 2 Bergwerke können hier besichtigt werden | Lage |      |
| Sulitjelma Besøksgruver                                    | Nordland    | Sulitjelma bei Fauske   | 100 km nördlich des Polarkreises, Besucherbergwerk, 1,5 km Bergwerksbahn, ab 2015 wird ein Teil der ehemaligen Sulitjelmabanen Museumsbahn. Das Bergwerk war von 1887 bis 1991 aktiv und einer der größten Umweltverschmutzer Norwegens. | Lage |      |
| Gruve 3                                                    | Spitzbergen | Longyearbyen            | Kohlebergbau von 1969 bis 1996. Es werden Führungen durch das Bergwerk angeboten. Der Ausbau zu einem Bergbaumuseum ist geplant. Im östlichen Teil des Bergwerks ist eine Saatgutbank mit mehr als 2000 Arten eingelagert.               | Lage |      |

### Österreich
| Name                                              | Bundesland           | Gemeinde                      | Bemerkung | Lage | Bild                                  |
| ------------------------------------------------- | -------------------- | ----------------------------- | --- | ---- | ------------------------------------- |
| Terra Mystica                                     | Kärnten              | Bad Bleiberg                  | Bleibergwerk | Lage |                                       |
| Schaubergwerk Knappenberg                         | Kärnten              | Hüttenberg, OT Knappenberg    | enthält eine unterirdische Anlage mit begehbarem Bergwerk | Lage |                                       |
| Seegrotte Hinterbrühl                             | Niederösterreich     | Hinterbrühl                   | das „abgesoffene“ ehemalige Gipsbergwerk wird mit Booten befahren | Lage |                                       |
| Schaubergwerk Grillenberg                         | Niederösterreich     | Payerbach                     | Bergbau auf Eisenstein | Lage |                                       |
| Salzwelten Hallstatt                              | Oberösterreich       | Hallstatt                     | Salzbergwerk, bronzezeitlicher Bergbau und ältestes Industrieareal Europas, Mann im Salz | Lage |                                       |
| Salzwelten Hallein                                | Salzburg             | Hallein                       | | Lage |                                       |
| Kupferzeche Larzenbach                            | Salzburg             | Hüttau, OT Niedernfritz       | Bergbau vom 13. Jh. bis 1869 | Lage |                                       |
| Schaubergwerk Leogang                             | Salzburg             | Leogang                       | Vorgeschichtlicher und Mittelalterlicher Erzbergbau, Im Verwalterhaus im Ort befindet sich das Bergbau- und Gotikmuseum Leogang | Lage |                                       |
| Schaustollen Mühlbach am Hochkönig                | Salzburg             | Mühlbach am Hochkönig         | Bergbau auf Kupfererz. Der Stollen geht bis Sankt Johann im Pongau durch und diente der Versorgungs Mühlbachs, wenn die Straße nicht passierbar war. Am anderen Ende des Stollens befand sich früher das Schaubergwerk Arthurstollen. | Lage |                                       |
| Schaubergwerk Hochfeld                            | Salzburg             | Neukirchen am Großvenediger   | Liegt im Obersulzbachtal. Abbau von Kupferkies | Lage |                                       |
| Silberbergwerk Ramingstein                        | Salzburg             | Ramingstein                   | Sehr authentisch erhaltenes, 1780 aufgegebenes Bergwerk ohne elektrische Beleuchtung. | Lage |                                       |
| Schaubergwerk Sunnpau                             | Salzburg             | Sankt Veit im Pongau          | Vorgeschichtlicher, Mittelalterlicher und Neuzeitlicher Bergbau auf Kupfererz (ca. 2000 v. Chr. - 1875 n. Chr.) | Lage | Erbstollen des Schaubergwerks Sunnpau |
| Fluorit-Schaustollen und Kalkofen in Vorderkrimml | Salzburg             | Vorderkrimml                  | Flussspat, ein besonders schöner violett-blauer Fluorit | Lage |                                       |
| Erzweg Zinkwand                                   | Salzburg, Steiermark | Weißpriach, Rohrmoos-Untertal | Silber, Kobalt, Zink - mit einem Klettersteig zu und durch einen 300 m langen, den Alpenhauptkamm unterquerenden Stollen. | Lage |                                       |
| Arsenikbergwerk Sankt Blasen                      | Steiermark           | Sankt Blasen                  | 1660 stillgelegt. | Lage |                                       |
| Salzwelten Altaussee                              | Steiermark           | Altaussee                     | | Lage |                                       |
| Schaubergwerk Silberbergwerk Arzberg              | Steiermark           | Arzberg                       | Silber | Lage |                                       |
| Erzberg                                           | Steiermark           | Eisenerz                      | Abenteuer Erzberg mit Tagebau- und Stollenfahrten. Größter Tagebau Europas. | Lage |                                       |
| Magnesitbergerk im Freizeitpark Keltenberg        | Steiermark           | Hohentauern                   | Magnesit | Lage |                                       |
| Sunfixl-Höhle                                     | Steiermark           | Kainach bei Voitsberg         | Montanhistorisches Denkmal, Abbau von Gosau-Sandstein, auch unter Tage | Lage |                                       |
| Schaubergwerk Oberzeiring                         | Steiermark           | Oberzeiring                   | Silberbergbau | Lage |                                       |
| Paradeisstollen Radmer                            | Steiermark           | Radmer                        | Kupferschaubergwerk, Stollenbahn, großes spätmittelalterliches Bergwerk | Lage |                                       |
| Annastollen Bromriesen                            | Steiermark           | Rohrmoos-Untertal, OT Obertal | Silberbergwerk, später Abbau von Nickel in 1226 m Höhe | Lage |                                       |
| Knappenlöcher Fieberbrunn                         | Tirol                | Fieberbrunn                   | Abenteuerführung. Nicht speziell für Besucher ausgebaute Stollen, keine elektrische Beleuchtung. | Lage |                                       |
| Schaubergwerk Ulpenalpe                           | Tirol                | Fügen                         | Eisenspat, Kupferkies, Kobalt, Pyrit, Quarz. Höchstgelegenes Schaubergwerk Österreichs. Von der Bergstation der Spieljochbahn über den Knappensteig erreichbar.                                                                       | Lage |                                       |
| Goldschaubergwerk                                 | Tirol                | Hainzenberg                   | Multimediapräsentation im Stollen | Lage |                                       |
| Schaubergwerk Kupferplatte                        | Tirol                | Jochberg                      | Einziger aufrechter Kupferbergbau in Mitteleuropa. Grubenbahn. | Lage |                                       |
| Schwazer Silberbergwerk                           | Tirol                | Schwaz                        | War im Mittelalter das größte und ertragreichste Silberbergwerk der Welt. Eine der wichtigsten Finanzquellen der Fugger und der Habsburger.                                                                                           | Lage |                                       |
| Schaubergwerk Lehenlahn                           | Tirol                | Wildschönau                   | Silberbergwerk, mittelalterliche Stollen | Lage |                                       |
| Historisches Bergwerk in Bartholomäberg           | Vorarlberg           | Bartholomäberg, OT Worms      | 120 m Stollen | Lage |                                       |

Einige der Schaubergwerke wie Terra Mystica oder die Salzwelten sind Unter-Tage-Multimediashows oder legen starken Wert auf Authentizität und verzichten im Extremfall wie Ramingstein und die hochgelegenen Schaubergwerke in Tirol auf eine elektrische Beleuchtung.
Die nach dem Grubenunglück von Lassing verschärften Sicherheitsbestimmungen oder aus anderen Gründen konnten mehrere Besucherbergwerke nicht weiter betrieben werden. Darunter sind
- das Steinölbergwerk in Pertisau,
- die Silbergrube Mitteldorf in Virgen,
- Bad Ischler Salzberg Bad Ischl,
- der Arthurstollen in Sankt Johann im Pongau,
- die Stollenbahn im Imhofstollen zwischen dem Gasteiner Tal und Rauris,
- das Schaubergwerk in Neuberg an der Mürz,
- das Bergwerk Hofergraben in Hopfgarten in Defereggen,
- der Vötternstollen in Rohrmoos-Untertal,
- der Fallwindesstollen in Kals,
- die Knappengruben Blindis (Schaubergwerk Blindis), St. Jakob in Defereggen,
- das noch aktive aber nicht mehr zu besichtigende Grafitschaubergwerk Kaisersberg,
- das nach Betriebseinstellung noch betriebene Salzbergwerk in Hall in Tirol.

### Pakistan
| Name                | District                  | Gemeinde | Bemerkung | Lage | Bild                               |
| ------------------- | ------------------------- | -------- | --- | ---- | ---------------------------------- |
| Salzbergwerk Khewra | Pind Dadan Khan im Punjab | Khewra   | Besucherbergwerk im Hauptstollen des aktiven sehr großen Salzbergwerks im Salzgebirge. Seit 2000 erfolgt der touristische Ausbau mit Verbesserungen im Umfeld und salzbergwerksspezifischen und lokalen Attraktionen im Inneren des Touristenteils. Die Besucheranzahl wird vom Unternehmen mit 250.000 im Jahr angegeben. | Lage | Salzmoschee als Besucherattraktion |

### Polen
| Name                                                                                                   | Woiwodschaft                   | Gemeinde                               | Bemerkung                                                                                               | Lage | Bild |
| --- | ------------------------------ | -------------------------------------- | --- | ---- | ---- |
| Sztolnia 17 Stara Kopalnia Uranu w Kletnie (Uranbergwerk Kletno)                                       | Dolnośląskie (Niederschlesien) | Kletno (Klessengrund)                  | Uranbergbau ab 1948                                                                                     | Lage |      |
| Sztolnie Kowary (Uranbergwerk Kowary)                                                                  | Dolnośląskie (Niederschlesien) | Kowary (Schmiedeberg)                  | Eisenerz, Uranbergbau ab 1948, Uran der ersten sowjetischen Atombomben                                  | Lage |      |
| Muzeum Górnictwa i Hutnictwa Złota (Museum des Goldbergbaus sowie der Goldverhüttung mit Goldbergwerk) | Dolnośląskie (Niederschlesien) | Złoty Stok (Reichenstein in Schlesien) | Gold; Befahrung mit Grubenbahn, unterirdischer Wasserfall                                               | Lage |      |
| Podziemia kredowe w Chełmie (Kalktunnel von Chełm)                                                     | Lubelskie (Lublin)             | Chełm                                  | untertägiger Kalkabbau                                                                                  | Lage |      |
| Salzbergwerk Wieliczka                                                                                 | Małopolskie (Kleinpolen)       | Wieliczka                              | Großes Salzbergwerk mit unterirdischer Welt, Abbau seit dem 13. Jahrhundert, UNESCO-Welterbe            | Lage |      |
| Salzbergwerk Bochnia                                                                                   | Małopolskie (Kleinpolen)       | Bochnia                                | Ältestes Salzbergwerk Polens, große unterirdische Welt, Abbau seit dem 12. Jahrhundert, UNESCO-Welterbe | Lage |      |
| Sztolnia „Czarnego Pstrąga“ (Schwarze Forelle-Stollen)                                                 | Śląskie (Schlesien)            | Tarnowskie Góry (Tarnowitz)            | Erbstollen des Blei- und Silberbergwerks „Friedrichsgrube“; 600 m lange Befahrung in Kähnen             | Lage |      |
| Zabytkowa Kopalnia Srebra (Silberbergwerk)                                                             | Śląskie (Schlesien)            | Tarnowskie Góry (Tarnowitz)            | Silber; 1740 m lange Befahrung, davon 270 m mit Booten, Dampfmaschinen-Freilichtmuseum                  | Lage |      |
| Skansen Górniczy Królowa Luiza (Bergbaufreilichtmuseum Königin Luise)                                  | Śląskie (Schlesien)            | Zabrze (Hindenburg O.S.)               | Steinkohlenbergbau seit 1791; 1,5 km lange Route                                                        | Lage |      |
| Zabytkowa Kopalnia Węgla Kamiennego Guido (Bergwerksmuseum Guido)                                      | Śląskie (Schlesien)            | Zabrze (Hindenburg O.S.)               | Steinkohle; Befahrung der 170-m- und der 320-m-Sohle                                                    | Lage |      |
| Prahistoryczne Kopalnie Krzemienia w Krzemionkach (Prähistorischer Feuersteinbergbau in Krzemionki)    | Świętokrzyskie (Heiligkreuz)   | Ostrowiec Świętokrzyski                | Prähistorisches Feuersteinbergwerk                                                                      | Lage |      |
| Salzbergwerk Kłodawa                                                                                   | Wielkopolskie (Großpolen)      | Kłodawa                                | Salzbergwerk, farbiges Salz in Blau und Pink                                                            | Lage |      |

### Portugal
| Name            | Distrikt | Gemeinde           | Bemerkung                                                                                        | Lage | Bild |
| --------------- | -------- | ------------------ | ------------------------------------------------------------------------------------------------ | ---- | ---- |
| Cova dos Mouros | Faro     | Ribeira da Foupana | Archäologischer Park mit prähistorischen Kupferbergwerken, Bergbau-Freilichtmuseum bei Vaqueiros | Lage |      |

### Rumänien
| Name         | Distrikt     | Gemeinde         | Bemerkung                                                   | Lage | Bild |
| ------------ | ------------ | ---------------- | ----------------------------------------------------------- | ---- | ---- |
| Salina Turda | Siebenbürgen | Turda            | Schaubergwerk und Bergwerksmuseum                           | Lage |      |
| Salina Praid | Siebenbürgen | Praid bei Sovata | Großer Untertagebereich mit Museum, Kirche, Vergnügungspark | Lage |      |

### Schweden
| Name                            | Provinz           | Gemeinde                      | Bemerkung | Lage | Bild |
| ------------------------------- | ----------------- | ----------------------------- | --- | ---- | ---- |
| Bergwerk von Falun (Falu gruva) | Dalarna           | Lernbo, Gemeinde Smedjebacken | Bergbau ab dem 9. Jahrhundert, im 17. Jahrhundert 2/3 der weltweiten Kupferproduktion und größtes Gold- und zweitgrößtes Silberbergwerk Schwedens, 1992 geschlossen und zum Besucherbergwerk umgestaltet. | Lage |      |
| Flogbergets gruva               | Dalarna           | Lernbo, Gemeinde Smedjebacken | Im Ekomuseum Bergslagen Tagebau und Untertagebergwerke verschiedene Erze, einige der 15 Minen sind besichtigbar.                                                                                          | Lage |      |
| Hornkullens silvergruvor        | Värmlands län     | Nykroppa                      | Silber | Lage |      |
| Stollbergs gruva                | Dalarna           | Lernbo, Gemeinde Smedjebacken | Im Ekomuseum Bergslagen, eines der reichsten Erzfelder Schwedens: Silberbergbau ab etwa 1100, später Bergbau auf Eisen, Zink und Mangan, Tagebau und Untertagebergwerke.                                  | Lage |      |
| Loos Koboltgruva                | Gävleborgs län    | Los                           | In der Grube wurde 1735 das Element Nickel entdeckt | Lage |      |
| Tykarpsgrottan                  | Skåne län         | Ignaberga                     | Kalkstein, Untertageabbau da sehr selten in Schweden | Lage |      |
| Malmbergsgruvan                 | Norrbottens län   | Gällivare                     | Eisenerz, Schaubergwerk in aktivem Bergwerk | Lage |      |
| Eisenerzgrube Kiruna            | Norrbottens län   | Kiruna                        | Eisenerz, Magnetit, Schaubergwerk in aktivem Bergwerk | Lage |      |
| Bondstollen Kopparberg          | Örebro län        | Kopparberg                    | Eisen, Silber, Gold, Sulfide, Stollen (150 m begehbar) und Tagebau | Lage |      |
| Skottvångs gruva                | Södermanlands län | Gnesta und Strängnäs          | Eisenerz | Lage |      |
| Lockgruvan                      | Örebro län        | Nora                          | Eisenerz | Lage |      |
| Koppartorp                      | Södermanlands län | Tunaberg Gemeinde Nyköping    | Kupfer, Kobalt, Geisterdorf mit vielen alten Minen zur selbstständigen Erkundung | Lage |      |
| Långban                         | Värmlands län     | Filipstad                     | 20 verschiedene Mineralien, die Gruben sind überflutet und können in Tauchgängen erkundet werden | Lage |      |
| Kristinebergsgruvan             | Västerbotten      | Lycksele                      | Kupfer, Zinn, Silber, Gold, ehemals tiefstes Bergwerk Schwedens, St. Anna Kirche 90 m unter der Erdoberfläche                                                                                             | Lage |      |
| Storbergets gruvor              | Gävleborgs län    | Torsåker                      | 60 Tagebaue und einige Stollen. Kleines Besucherbergwerk im tiefsten Stollen. | Lage |      |
| Sala silvergruva                | Västmanlands län  | Sala                          | Silber | Lage |      |
| Vildmarksgruvan                 | Västerbotten      | Skellefteå                    | Pegmatit mit verschiedensten Mineralien | Lage |      |
| Kleva gruva                     | Småland           | Ventlanda                     | Kupfer, Nickel, 2 km Stollen für Besucher zugänglich, Erzkirche, Eisfiguren | Lage |      |
| Fröå gruva                      | Åreskutan bei Åre | Skellefteå                    | Kupfer | Lage |      |

### Slowakei
| Name              | Provinz | Gemeinde         | Bemerkung                                                                                                | Lage | Bild |
| ----------------- | ------- | ---------------- | --- | ---- | ---- |
| Baňa Cígeľ        |         | Sebedražie       | Braunkohle, mit einer Grubenbahn (600 mm) 2 km ins Bergwerk, dort 500 m Besucherrundgang                 | Lage |      |
| Štôlna Bartolomej |         | Banská Štiavnica | Älteste Bergstadt der Slowakei, montanhistorisches Museum mit Besucherbergwerk etwas außerhalb der Stadt | Lage |      |

### Slowenien
| Name                                     | Provinz | Gemeinde | Bemerkung                                 | Lage | Bild |
| ---------------------------------------- | ------- | -------- | ----------------------------------------- | ---- | ---- |
| Antonijev rov                            |         | Idrija   | Quecksilberbergwerk                       | Lage |      |
| Touristisches Bergwerk und Museum Mežica |         | Mežica   | Blei- und Zinkbergwerk in den Karawanken  | Lage |      |
| Muzej Premogovništva Slovenije           |         | Velenje  | Kohlebergbau, Bergwerksmuseum mit Stollen | Lage |      |

### Schweiz
| Name                       | Kanton       | Gemeinde                   | Bemerkung | Lage | Bild |
| -------------------------- | ------------ | -------------------------- | --- | ---- | ---- |
| Landesplattenberg          | Glarus       | Engi, OT Hinterdorf        | Abbau von Schiefer für Schiefertafeln                                                                                        | Lage |      |
| Silberberg Davos           | Graubünden   | Davos Monstein             | Silberbergbau | Lage |      |
| Stollen am Mot Madlain     | Graubünden   | Scuol, OT S-charl          | mittelalterlicher Silber- und Bleierzbergbau; öffentliche, aber anstrengende Befahrung, angegliedert an das Museum Schmelzra | Lage |      |
| La Presta                  | Neuenburg    | Val-de-Travers             | begehbares, stillgelegtes Asphalt-Bergwerk                                                                                   | Lage |      |
| Gipsmuseum Schleitheim     | Schaffhausen | Schleitheim, OT Oberwiesen | Gipsmuseum mit Gipsstollen                                                                                                   | Lage |      |
| Eisenbergwerk Gonzen       | St. Gallen   | Sargans                    | Eisenerze (Hämatit, Magnetit, Hausmannit)                                                                                    | Lage |      |
| Salzbergwerk Bex           | Waadt        | Bex                        | Besucherzone im noch aktiven Salzbergwerk                                                                                    | Lage |      |
| Kupferbergwerk „La Lée“    | Wallis       | Anniviers, OT Zinal        | | Lage |      |
| Bergwerk Riedhof           | Zürich       | Aeugst am Albis            | Braunkohle und Mergel-Bergwerk                                                                                               | Lage |      |
| Quarzsandbergwerk Chrästel | Zürich       | Buchs                      | | Lage |      |
| Bergwerk Käpfnach          | Zürich       | Horgen                     | Braunkohle und Mergel-Bergwerk mit 80 km Stollenlänge                                                                        | Lage |      |

### Spanien
| Name                                           | Region             | Provinz           | Gemeinde            | Bemerkung | Lage | Bild |
| ---------------------------------------------- | ------------------ | ----------------- | ------------------- | --- | ---- | ---- |
| Parque Minero de Riotinto, Peña de Hierro Mine | Andalusien         | Huelva            | Minas de Riotinto   | Mehrere Mineralien, Im Pyritgürtel der südiberischen Halbinsel, Namensgeber des Bergbaukonzerns Rio Tinto Group                                    | Lage |      |
| Mina de la Jayona                              | Extremadura        | Provinz Badajoz   | Sierra de la Jayona | Eisenerz, Stollen und Tagebaue in einem Karstgebiet                                                                                                | Lage |      |
| Minas de Arditurri                             | Baskenland         | Gipuzkoa          | Oiartzun            | Mehrere Mineralien, hauptsächlich Eisen. Bergwerke seit den Römern bis 1984 in Betrieb, unterirdischer See                                         | Lage |      |
| Món De Sal                                     | Katalonien         | Provinz Barcelona | Cardona             | Salzbergwerk | Lage |      |
| Parque Arqueológico Minas de Gavà              | Katalonien         | Provinz Barcelona | Gavà                | Prähistorisches Bergwerk von etwa 4000 v.Chr, eines der ältesten der Welt                                                                          | Lage |      |
| Minas de Manganeso de Puras de Villafranca     | Kastilien und León | Provinz Burgos    | Belorado            | Mangan | Lage |      |
| Bergwerke La Union                             | Region de Murcia   | Murcia            | La Union            | Silber, Blei, Zink, Pyrit; Bergbauregion mit zahlreichen zugänglichen Grubenbauen, südl. und westl. von La Union; auch geführte untertägige Touren | Lage |      |

### Südkorea
| Name                           | Provinz | Gemeinde | Bemerkung                                                            | Lage | Bild |
| ------------------------------ | ------- | -------- | -------------------------------------------------------------------- | ---- | ---- |
| Amethystbergwerke in Jasujeong | Ulsan   | Eonyang  | Vergnügungspark mit besichtigbaren, stillgelegten Amethystbergwerken | Lage |      |

### Tschechien
| Name                                                                     | Region                              | Gemeinde                                                                         | Bemerkung | Lage | Bild |
| ------------------------------------------------------------------------ | ----------------------------------- | -------------------------------------------------------------------------------- | --- | ---- | ---- |
| Graphitbergwerk Ceský Krumlov (Grafitový důl)                            | Jihočeský kraj                      | Český Krumlov (Böhmisch Krumau)                                                  | Graphitbergwerk | Lage |      |
| Christophstolln (Štola Kryštof), Grube Mauritius (Důl Mauritius)         | Karlovarský kraj                    | Abertamy, OT Hřebečná (Hengstererben)                                            | Zinn | Lage |      |
| Johannesstolln (Štola Johannes)                                          | Karlovarský kraj                    | Boží Dar, OT Zlatý Kopec (Goldenhöhe)                                            | Skarne mit Silber, Kupfer, Zinn, Eisen (als Magnetit) und Zink, 8 km von Gottesgab entfernt bei Zlatý Kopec, nur nach Voranmeldung                    | Lage |      |
| Grube Hieronymus (Důl Jeroným) in der Wüstung Lauterbach                 | Karlovarský kraj                    | Rovná u Sokolova (Wüstung Lauterbach, östlich von Podstrani)                     | Zinn und Eisen, gehört zum Stadtmuseum im Schloss Sokolov                                                                                             | Lage |      |
| Grube Einigkeit (Důl Svornost)                                           | Karlovarský kraj                    | Jáchymov (Sankt Joachimsthal)                                                    | Silber, Arsen, Kobalt, Uran, Radium, 12. Sohle (500 m Tiefe) gelegentlich befahrbar, nur nach Voranmeldung im Stadtmuseum                             | Lage |      |
| Stollen Nr. 1 (Štola č. 1)                                               | Karlovarský kraj                    | Jáchymov (Sankt Joachimsthal)                                                    | hauptsächlich Uran, auch Silber, Arsen, Kobalt, angeschlossene bemerkenswerte Mineralienausstellung im Stadtmuseum                                    | Lage |      |
| Grube „Bergschmiede“ (Důl Kovárna)                                       | Královéhradecký kraj                | Pec pod Sněžkou (Petzer)                                                         | Eisenerz, Arsen und Kupfer, Besucherbergwerk seit 2004                                                                                                | Lage |      |
| Bergbaumuseum Harrachov mit Stollenbefahrung (Hornické muzeum Harrachov) | Liberecký kraj                      | Harrachov (Harrachsdorf)                                                         | Fluorit, Baryt, Bleiglanz und Quarz | Lage |      |
| Schaubergwerk Grube Anselm (Důl Anselm)                                  | Moravskoslezský kraj, Osttschechien | Ostrava (Mährisch Ostrau)                                                        | Kohle, Bergbau-Freilichtmuseum Ostrau (Landek park Ostrava)                                                                                           | Lage |      |
| Andreas-Schlick-Stollen (Štola Ondřej Šlik)                              | Plzeňský kraj                       | Planá u Mariánských Lázní (Plan)                                                 | Silber | Lage |      |
| Prokop-Stollen (Štola Prokop)                                            | Plzeňský kraj                       | Stříbro (Mies)                                                                   | Silber, Baryt, östlich des Stadtzentrums im Tal der Mies gelegen, angeschlossenes Freilicht-Bergbaumuseum                                             | Lage |      |
| Bergbaumuseum Schacht Chrustenitz (Chrustenická šachta)                  | Středočeský kraj                    | Beroun, OT Chrustenice (Chrustenitz)                                             | oolithische Eisenerze, östlich des Dorfes Chrustenitz                                                                                                 | Lage |      |
| Grube des heiligen Georg (Důl svatého Jiří)                              | Středočeský kraj                    | Kutná Hora (Kuttenberg)                                                          | mittelalterliches Silberbergwerk, Führung in den Gängen unter der Stadt als Teil der Besichtigung des Böhmischen Silbermuseums (České muzeum stříbra) | Lage |      |
| Bergbaumuseum Pribram (Hornické Muzeum Příbram)                          | Středočeský kraj                    | Příbram (Freiberg in Böhmen)                                                     | Blei, Silber, Uran; größtes Bergbaumuseum Tschechiens, drei befahrbare Stollenanlagen                                                                 | Lage |      |
| Vereinigter Lehnschafter Stollen (Prohlídková štola Lehnschafter)        | Ústecký kraj                        | Mikulov v Krušných horách (Niklasberg, vor 17. Jahrhundert auch Neuschellenberg) | Arsenopyrit. Zeitweise ist der Stollen nicht zugänglich                                                                                               | Lage |      |
| Nikolaistollen (Mikulášská štola)                                        | Ústecký kraj                        | Hora Svaté Kateřiny (St. Katharinenberg)                                         | Silber, Kupfer, Zinn, Blei; größter Stollen im böhmischen Teil des Erzgebirges. nur zeitweise zugänglich                                              | Lage |      |
| Stollen des Heiligen Evangelisten „St. Johannes“ (Štola Jan Evangelista) | Ústecký kraj                        | Jiřetín pod Jedlovou (Sankt Georgenthal)                                         | Silber, Teil des Bergwerkes „Frisch Glück Erbstolln“                                                                                                  | Lage |      |
| Besucherbergwerk Stollen Alter Martin (Štola Starý Martin)               | Ústecký kraj                        | Krupka (Graupen)                                                                 | Zinn | Lage |      |
| Besucherbergwerk „Gelobtes Land Stolln“ (Štola země zaslíbená)           | Ústecký kraj                        | Měděnec (Kupferberg)                                                             | Malachit (Kupfer) | Lage |      |
| Mariahilfstolln (Štola Marie Pomocná)                                    | Ústecký kraj                        | Měděnec (Kupferberg)                                                             | Malachit (Kupfer) | Lage |      |

### Ukraine
| Oblast                                        | Gemeinde | Bemerkung | Lage                | Bild |  |
| --------------------------------------------- | -------- | --------- | ------------------- | ---- |  |
| Salzbergwerk Artjomsol (Salzbergwerk Soledar) | Donezk   | Soledar   | Großes Salzbergwerk | Lage |  |

### USA
| Name                                                 | Bundesland     | Gemeinde                | Bemerkung | Lage | Bild |
| ---------------------------------------------------- | -------------- | ----------------------- | --- | ---- | ---- |
| Goldfield Ghost Town                                 | Arizona        | Apache Junction         | Reaktivierte Geisterstadt mit historischem Goldbergwerk und anderen Attraktionen | Lage |      |
| Copper Queen Mine                                    | Arizona        | Bisbee                  | Kupferabbau | Lage |      |
| Good Enough Mine                                     | Arizona        | Tombstone               | Eines von ehemals vielen Silberbergwerken in Tombstone, Arizona | Lage |      |
| Gold Bug Mine                                        | Kalifornien    | Placerville             | montanhistorischer Park mit Goldmine, die ohne Führung besichtigt werden kann | Lage |      |
| Eagle and High Peak Mine                             | Kalifornien    | Julian                  | Goldbergwerk | Lage |      |
| Himalaya Tourmaline Mine                             | Kalifornien    | Santa Ysabel            | Turmalinbergwerk zum selbersuchen, 8 km Stollen | Lage |      |
| Smuggler Mine (Compromise Mine)                      | Colorado       | Aspen                   | Silberbergwerk | Lage |      |
| Lebanon Silver Mine                                  | Colorado       | Georgetown              | Silberbergwerk - zusätzliche Attraktion der Georgetown Loop Railroad und nur mit dieser zu erreichen                                                                                                  | Lage |      |
| Country Boy Mine                                     | Colorado       | Breckenridge            | Goldbergwerk um 1880 | Lage |      |
| Carbonate Mine                                       | Colorado       | Breckenridge            | Goldbergwerk um 1880, Temperatur im Inneren konstant bei −2 °C, dadurch viele Eisformationen im Bergwerksinneren, Koordinaten nur ganz ungefähr; Geführte Touren im Sommer von Breckenridge aus       | Lage |      |
| Hidee Gold Mine                                      | Colorado       | Central City            | Gold | Lage |      |
| Hopemore Mine                                        | Colorado       | Leadville               | Gold, Silber, Blei, Zink | Lage |      |
| Bachelor-Syracuse Mine Tour                          | Colorado       | Ouray                   | Goldbergwerk | Lage |      |
| Mollie Kathleen Gold Mine                            | Colorado       | Cripple Creek           | Goldbergwerk, erstes Bergwerk im Besitz einer Frau im Goldcamp, Seilfahrt auf 330 m Tiefe, | Lage |      |
| Old Hundred Gold Mine                                | Colorado       | Silverton               | Von 1905 bis 1973 betriebenes großes Goldbergwerk | Lage |      |
| Phoenix Mine                                         | Colorado       | Idaho Springs           | Goldbergwerk, erstes Bergwerk im Besitz einer Frau im Goldcamp, Seilfahrt auf 330 m Teufe, | Lage |      |
| Old New-Gate Prison & Copper Mine                    | Connecticut    | East Granby             | Kupferbergwerk des 18. Jahrhunderts, das später in ein Gefängnis umgewandelt wurde | Lage |      |
| Consolidated Mine                                    | Georgia        | Dahlonega               | Gold, verursachte 1828 den ersten Goldrausch Amerikas, liegt damit im Streit mit der Stockmar Gold Mine                                                                                               | Lage |      |
| Pine Mountain Gold Mine (Stockmar Gold Mine)         | Georgia        | Villa Rica              | Gold, verursachte 1826 den ersten Goldrausch Amerikas, liegt damit im Streit mit der Consolidated Mine, National Register of Historic Places                                                          | Lage |      |
| Crystal Gold Mine                                    | Idaho          | Kellogg                 | Goldbergwerk | Lage |      |
| Sierra Silver Mine                                   | Idaho          | Wallace                 | Kleines Silberbergwerk | Lage |      |
| Vinegar Hill Mine                                    | Illinois       | Galena                  | Bleibergwerk | Lage |      |
| Strataca Kansas Underground Salt Mine                | Kansas         | Hutchinson              | Salzbergwerk | Lage |      |
| Portal 31                                            | Kentucky       | Lynch                   | Großes mit viel Aufwand als Besucherbergwerk hergerichtetes Kohlebergwerk | Lage |      |
| Delaware Copper Mine                                 | Michigan       | Mohawk                  | Kupferbergwerk | Lage |      |
| Iron Mountain Iron Mine                              | Michigan       | Iron Mountain           | Eisenerz, neben den Stollen ist ein See, der durch den Einsturz der Chapin Mine entstand. Weiterhin ist die Chapin Mine Steam Pump Engine, die größte je gebaute dampfbetriebene Pumpe zu besichtigen | Lage |      |
| Quincy Mine                                          | Michigan       | Hancock                 | Sehr goße und alte Kupfergrube, weltgrößte Trommelfördermaschine, National Register of Historic Places                                                                                                | Lage |      |
| Missouri Mines State Historic Site                   | Missouri       | Bonne Terre             | Großes ehemalige Bleibergwerk, größter unterirdischer See der Welt, zu dem auch Boots- und Tauchtouren angeboten werden.                                                                              | Lage |      |
| Soudan Underground Mine                              | Minnesota      | Lake Vermilion          | Eisenerzgrube; National Historic Landmark, enthält eine unterirdische Anlage mit befahrbarem Bergwerk                                                                                                 | Lage |      |
| Free Enterprise Radon Mine                           | Montana        | Boulder                 | Uranbergwerk - nunmehr als Radon-Therapiestollen genutzt | Lage |      |
| Techatticup Mine und Savage Mine                     | Nevada         | Nelson                  | Die beiden Goldbergwerke können im Rahmen einer Kanutour durch den Eldorado Canyon besichtigt werden                                                                                                  | Lage |      |
| Chollar Mine                                         | Nevada         | Virginia City           | Gold- und Silberbergbau, weiterhin kann die Ponderosa Mine, die Comstock Gold Mill und mehrere Bergwerke in der Umgebung besucht werden.                                                              | Lage |      |
| The Sterling Hill Mining Museum                      | New Jersey     | Ogdensburg              | Zink, Mineralien, Begehbaerer Stollen, letztes ehemals aktives Bergwerk in New Jersey, National Register of Historic Places                                                                           | Lage |      |
| Reed Gold Mine                                       | North Carolina | Midland                 | Ältestes Goldbergwerk der USA, National Register of Historic Places | Lage |      |
| Sheffield Mine                                       | North Carolina | Franklin                | Edelsteinbergwerk - für Besucher zum Selbersuchen | Lage |      |
| Tour-Ed Mine                                         | Pennsylvania   | Tarentum                | Kohle | Lage |      |
| Lackawanna Coal Mine                                 | Pennsylvania   | Scranton                | Kohle | Lage |      |
| No. 9 Coal Mine and Museum                           | Pennsylvania   | Lansford                | Kohle | Lage |      |
| Pioneer Tunnel                                       | Pennsylvania   | Ashland                 | Kohlebergbau und Museumsdampfbahn | Lage |      |
| Seldom Seen Tourist Coal Mine                        | Pennsylvania   | St. Boniface bei Patton | relativ kleines, aber vollständiges und authentisch erhaltenes Kohlebergwerk | Lage |      |
| Broken Boot Gold Mine                                | South Dakota   | Deadwood                | Goldbergbau | Lage |      |
| Park City Silver mining                              | Utah           | Park City               | Silber und andere Edelmetalle, Tour zu den Silbergruben mit einer 500-m-Fahrt in einen Silberstollen                                                                                                  | Lage |      |
| Pocahontas Exhibition Coal Mine                      | Virginia       | Pocahontas              | Steinkohlenbergbau; National Register of Historic Places | Lage |      |
| Morefield Gem Mine                                   | Virginia       | Amelia Courthouse       | Verschiedene Edelsteine, Besucher können eigenständig nach 80 verschiedenen Mineralien suchen | Lage |      |
| Beckley Exhibition Coal Mine (Phillips-Sprague Mine) | West Virginia  | Beckley                 | Steinkohlenbergbau; National Register of Historic Places | Lage |      |
| Bevans Lead Mine (Platteville Mining Museum)         | Wisconsin      | Platteville             | Blei und Zink | Lage |      |

### Vereinigtes Königreich
| Name                                             | Region                            | Gemeinde                    | Bemerkung | Lage | Bild |
| ------------------------------------------------ | --------------------------------- | --------------------------- | --- | ---- | ---- |
| Chislehurst Caves                                | Greater London                    | Chislehurst                 | Unter Tage Kalkstein- und Feuersteinbergwerk, dienten im Zweiten Weltkrieg als Luftschutzräume                   | Lage |      |
| Carnglaze Caverns                                | Cornwall                          | St Neot                     | Schiefer, unterirdischer See                                                                                     | Lage |      |
| Geevor Tin Mine                                  | Cornwall                          | Pendeen                     | Zinn | Lage |      |
| Rosevale Mine                                    | Cornwall                          | Zennor bei St. Ives         | Zinn | Lage |      |
| Poldark Mine                                     | Cornwall                          | Helston                     | Zinn, Bergwerk des 18. Jahrhunderts                                                                              | Lage |      |
| Goodluck Mine                                    | Derbyshire                        | Middleton                   | Blei | Lage |      |
| Heights of Abraham                               | Derbyshire                        | Mahlock Bath                | Mit einer Gondelbahn werden zwei ehemalige Fluoritbergwerke (Great Masson Cavern, Great Rutland Cavern) erreicht | Lage |      |
| North of England Lead Mining Museum              | Durham                            | Cowshill                    | Blei | Lage |      |
| Clearwell Caves                                  | Gloucestershire                   | Clearwell                   | Eisenerz, Ocker, Ockerabbau noch aktiv                                                                           | Lage |      |
| City of Caves                                    | Nottinghamshire                   | Nottingham                  | Sandstein, künstliches Höhlensystem unter der Stadt                                                              | Lage |      |
| Florence Mine                                    | Cumbria                           | Egremont                    | Eisenstein | Lage |      |
| Honister Slate Mine                              | Cumbria                           | Borrowdale (Lake District)  | Schieferbergwerk, produzierte den Westmorland green slate                                                        | Lage |      |
| National Coal Mining Museum                      | Yorkshire                         | Wakefield                   | Kohle, 140 m Seilfahrt, ehemalige Grube Caphouse Colliery                                                        | Lage |      |
| Ecton Mine Educational Centre                    | Staffordshire                     | Ecton, Staffordshire        | Kupfer, Blei; montanhistorisches Freilichtmuseum mit Besucherbergwerk                                            | Lage |      |
| Snailbeach Lead Mine                             | Shropshire                        | Snailbeach                  | Blei | Lage |      |
| Cleveland Ironstone Mining Museum                | North Yorkshire                   | Skinningrove                | Eisenstein | Lage |      |
| Birkhill Fireclay Mine                           | Schottland, West Lothian          | Birkhill                    | feuerfester Ton                                                                                                  | Lage |      |
| Lochnell Mine, Wanlockhead Museum of Lead Mining | Schottland, Dumfries and Galloway | Wanlockead                  | Blei | Lage |      |
| Great Orme                                       | Wales                             | Llandudno                   | Kupfer, bronzezeitliches Bergwerk                                                                                | Lage |      |
| Sygun Copper Mine                                | Wales                             | Beddgelert                  | Kupfer | Lage |      |
| Dolaucothi Gold Mines (Ogofau-Goldminen)         | Wales                             | Blaenafon                   | Gold, Tagebau und Untertagebau seit den Römern                                                                   | Lage |      |
| Llechwedd Slate Caverns                          | Wales                             | Blaenau Ffestiniog, Gwynedd | Großes Schieferbergwerk                                                                                          | Lage |      |
| Llanfair Slate Caverns                           | Wales                             | Harlech                     | Schiefer | Lage |      |
| King Arthur's Labyrinth                          | Wales                             | Corris                      | Ehemaliges Schieferbergwerk, in dem die Geschichte von King Arthur dargestellt wird.                             | Lage |      |
| The Silver Mountain Experience                   | Wales                             | Llywernog                   | Silbererz | Lage |      |
| Rhondda Heritage Park                            | Wales                             | Trehafod, Rhondda           | Kohle, | Lage |      |
| Big Pit National Coal Museum                     | Wales                             | Blaenafon                   | Kohle, 90 m Seilfahrt                                                                                            | Lage |      |

## Nutzung dieser Liste offline
Zur mobilen und offline Nutzung aller Koordinaten dieser Seite: die entsprechende KML-Datei hier herunterladen.